# Magadha denticulata
Magadha denticulata är en insektsart som beskrevs av Ronald Gordon Fennah 1956. Magadha denticulata ingår i släktet Magadha och familjen vedstritar. Inga underarter finns listade i Catalogue of Life.